# Быковский охотничий заказник
Быковский охотничий заказник — лесные массивы, которые раньше носили статус особо охраняемой природной территории и государственного природного заказника регионального значения, располагающиеся по берегам реки Песковатки Верхнедонского района, вблизи хутора Быковского. Общая площадь составляет 32,1 га.

## История
Быковский охотничий заказник был создан согласно решению Ростоблисполкома № 143 от 25 марта 1981 года. Статус особо охраняемой природной территории был ликвидирован 30 января 2006 года согласно распоряжению администрации Ростовской области «О ликвидации государственных охотничьих заказников регионального значения и предоставлении территорий, акваторий Ростовской области для пользования объектами животного мира».

## Описание
Территория бывшего заказник ограничена несколькими объектами. На севере его площадь простирается от станицы Шумилинской до Быковского лесничества, затем до административной границы Шолоховского района. На востоке территория идет от Быковского лесничества до пересечения с территорией Дубовского государственного заказника. На юге заказник Быковский расположен от административной границы Шолоховского района и идет по границе с Дубовским государственным заказником, до хутора Солонцовского и дороги Казанская-Шумилинская. На западе территория заказника идет от стыка южной границы Быковского лесничества и дороги Казанская-Шумилинская, проходит до станицы Шумилинской.